# Породи кролів

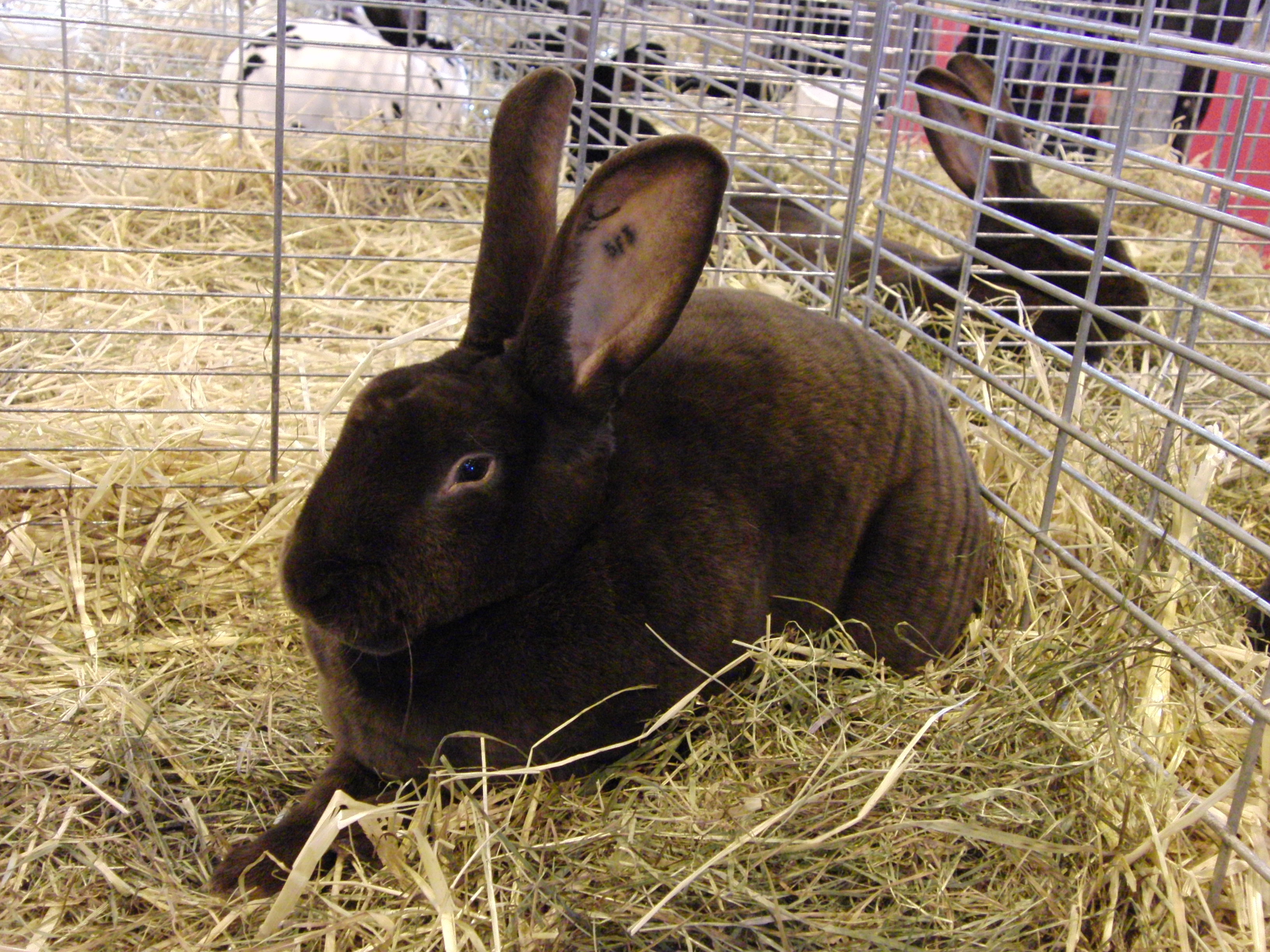
Кріль породи рекс

Кріль породи метелик

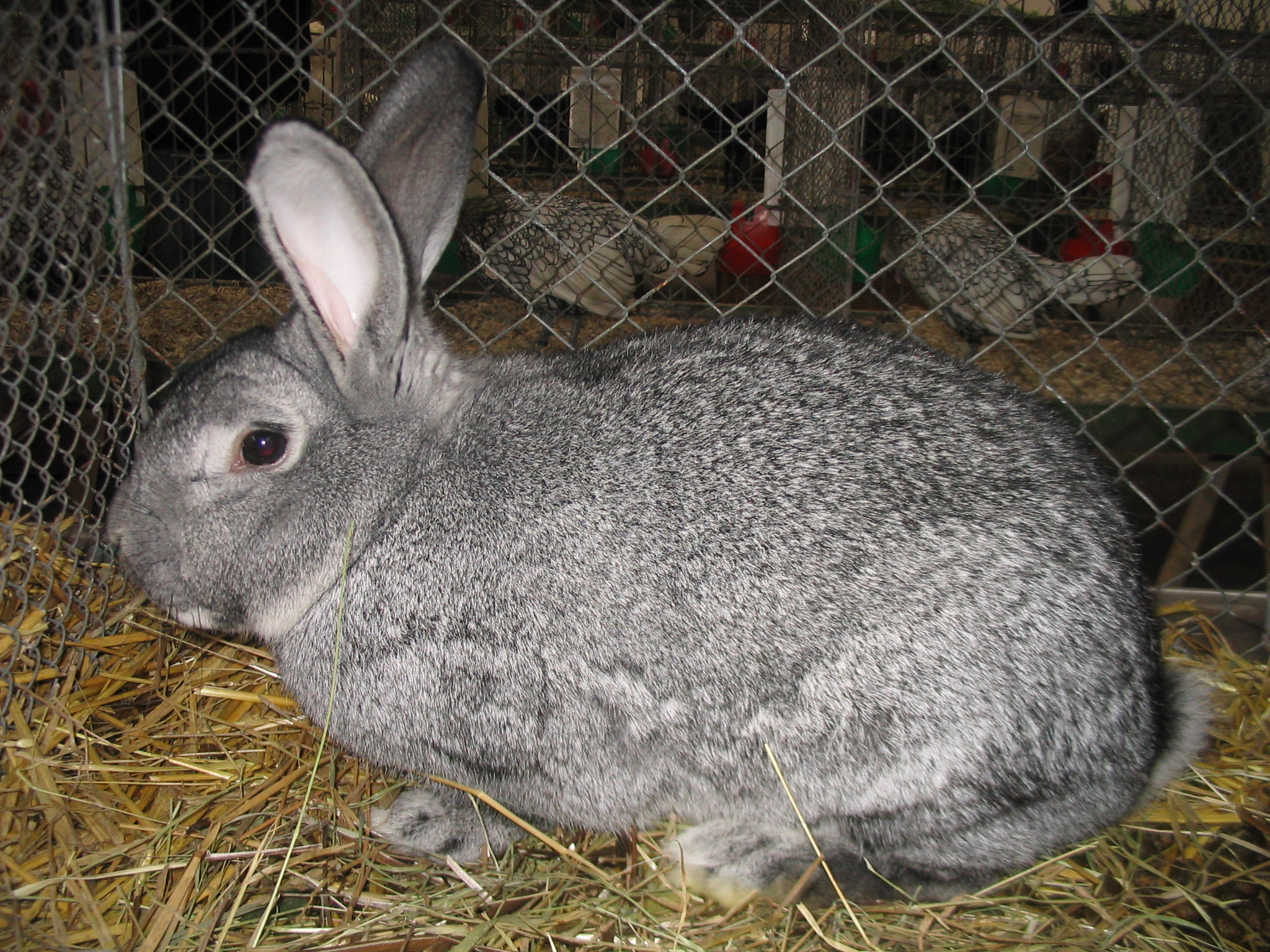
Кріль породи шиншила

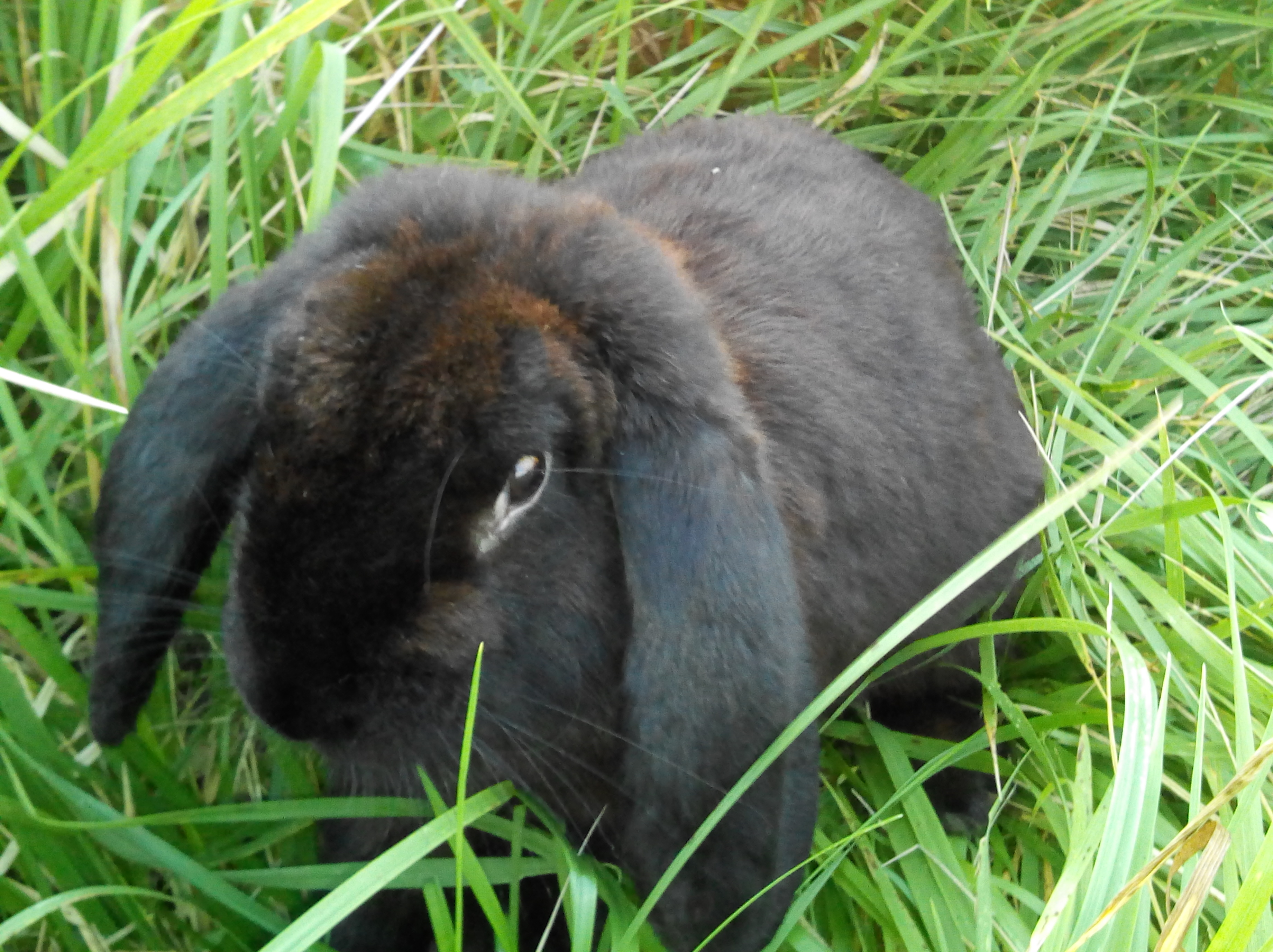
Кріль породи французький баран

У світі існує близько 200 порід кролів. Вага дорослого кролика коливається від 0,5 до 8 кг і більше. Під час селекції тварин важливу роль відіграє колір шкіри.

## Класифікації
За типом статури кролів поділяють на 5 груп:
- комерційний — найпоширеніший тип будови тіла. До цієї групи відносять швидкозростаючі великі породи. За формою тіла кролики схожі на компактний тип, але є значно більшими (хіплус, панон);
- компактний — деякі найдрібніші породи відносять до категорії компактного типу. При правильному утриманні і годуванні, попри маленькі розміри, вони показують себе гармонійно розвиненими, з відмінно збалансованою статурою. Більшість декоративних карликових порід відносять до цього типу (висловухий баран);
- циліндричний — насправді сьогодні тільки одна порода відповідає цьому типу. Сильно відрізняючись за формою тіла від всіх інших. Гімалайські кролики заслужили виділення за цією ознакою в окрему категорію. Будучи представленими на виставці, вони повинні лежати на суддівському столі в формі витягнутого довгого циліндра (гімалайський);
- арочний — специфічна категорія кроликів, позу яких можна описати як «дику» або «завжди напоготові». У нормальному положенні тіло вигнуте у вигляді арки. У багатьох, неймовірно ефектних і граціозних кроликів цього типу, вертикально поставлені насторожені вуха і гладке хутро з коротким ворсом (бельгійський заєць);
- напіварочний — у цих кроликів лінія спини не вигинається круто вгору відразу за вухами, а триває рівно до лопаток, полого піднімаючись до попереку. При погляді збоку чітко видно мандоліноподібний профіль з низькою лінією плечей і високими стегнами. Нарівні з власниками комерційного типу тіла кролики цієї категорії є найбільшими породами (шиншила).

За продуктивністю, поділяються на три основні групи:
- пухові породи кролів (ангорський, білий пуховий, песцевий пуховий);
- м'ясо-шкуркові породи кролів (сірий велетень, сріблястий, радянська шиншила, білий велетень, віденський блакитний);
- м'ясні породи кролів (каліфорнійський білий, новозеландський білий, бельгійський фландр, французький баран).

По довжині волосяного покриву кролики діляться:
- короткошерсті породи кролів (рекс);
- нормальношерсті породи кролів (чорно-бурий, білий велетень, сірий велетень, сріблястий, радянська шиншила);
- довгошерсті породи кролів (ангорський, білий пуховий).

За розмірами розрізняють 4 групи:
- великі — понад 5 кг ().
- середні — від 4,1 до 5 кг ();
- малі — від 2,1 до 4 кг ();
- карликові — до 2 кг ();

Осібно стоять декоративні породи кролів, яких розводять любителі навіть у звичайних квартирах. Ці тварини невеликих розмірів з миролюбним характером. Їх люблять діти. Популярними серед декоративних порід є висловухі барани.